# 西川左近
西川 左近（にしかわ さこん、1937年7月1日 - ）は、愛知県出身の日本舞踊家。西川流鯉風派初代家元。本名、西川美江子。東京都中央区在住。
実弟は名古屋西川流三世家元西川右近。
東京都新宿区に本部を置く「西川流®」（一般財団法人 西川流）とは無関係。

## 来歴
1937年、近藤茂と静子（西川司津）の長女として、愛知県名古屋市中区本重町（現在の錦三丁目）で生まれる。1945年9月、父二世西川鯉三郎が名古屋西川流第1回名古屋をどりを開催し、左近は1984年まで出演。1953年名古屋聖霊女学院中学校卒業。1955年、二世鯉三郎主催「鯉風会」長唄京鹿子娘道成寺で、西川左近の名取。この頃、藤間流宗家二世藤間勘祖に師事。1958年、高弟の親戚と結婚するが、数年後に「性格の不一致」で離婚。1970年頃、柳橋、新橋芸妓組合の専属師匠になる（現在、柳橋芸妓組合は廃業。新橋芸妓組合主催「東をどり」の指導）。1982年、二世鯉三郎が娘左近のために、平岩弓枝作「秋色桜」を作舞。
1983年7月31日、二世鯉三郎没（享年73）により実弟西川右近が名古屋西川流三世家元となって流派で内紛が起こり、1985年4月8日に右近は記者会見を開いて分家の実姉西川左近の絶縁を発表した。4月16日、左近も名古屋西川流の分家問題や名取免許授与をめぐり紛糾している問題で記者会見した。左近の分家独立は当時の新聞、週刊誌とマスコミを騒がせた。名古屋西川流と決別し、二世鯉三郎の遺言により芸風の継承と指導、普及を柱に「西川流鯉風派」家元として東京都中心に舞踊活動をする。家元後見人に出光興産社長の出光昭介、家元補佐職に平岩弓枝が就任。1986年10月、東京歌舞伎座で父二世鯉三郎と所縁のあった十七代目中村勘三郎、十八代目中村勘三郎、二代目尾上松緑、（代役三代目尾上松緑）、山田五十鈴、山本富士子が特別出演し、西川左近とその一門の門出を助けた。
1999年3月「雛菊会」で長唄「京鹿子娘道成寺」を素踊りで踊った。2004年4月、NHK教育テレビ「芸能花舞台」で、平岩弓枝が二世鯉三郎のために1976年に創作した杵屋六左衛門作曲、長唄「おちゃちゃ御料人」を左近が踊り、平岩弓枝がゲスト出演し、放送された。2008年10月「西川左近リサイタル」を国立大劇場で開催。清元「北州」、長唄「おちゃちゃ御料人」を踊った。2009年2月「日本舞踊協会公演」で花柳流家元四世花柳壽輔と共に、歌舞伎役者と芸者と夏の大川の風情を描いた父鯉三郎作舞の一つ、清元「しのぐ夏」を踊った。2010年2月「日本舞踊協会公演」で清元榮三郎作曲「春宵吹き寄せばなし」を久し振りに踊った。同年3月、第42回「雛菊会」を国立劇場で開催し、清元「雁金」を踊った。同年4月「第86回東をどり」は「江戸廓ばなし」の振付、指導にあたった。2011年2月19日「日本舞踊協会公演」で二世西川鯉三郎振付「紀州道成寺」を花柳流家元花柳壽輔と踊った。2012年3月23日、国立劇場「西川左近の会」で「二世西川鯉三郎古曲名作選」荻江節「八島」、平岩弓枝作・二世西川鯉三郎作舞「蝶々夫人」を踊った。

## 活動
- 「雛菊会」（名古屋西川流の「ひなぎく会」とは違う。左近主宰の会）
- 「西川左近リサイタル」「西川左近の会」数年に一度、国立劇場で開催
- 東をどりの振付、指導。
- 日本舞踊協会公演。毎年2月、国立劇場で開催される、全国の日本舞踊の家元、高弟らが踊る会。
- 国立劇場主催の「素踊りの会」にも出演。

## 参考資料
- 北条秀司監修『西川鯉三郎』写真集（1970年、淡交社）
- 西川鯉三郎『鯉三郎百話』（1977年、中日新聞社）